# Odontites hollianus
Odontites hollianus är en snyltrotsväxtart som först beskrevs av Richard Thomas. Lowe, och fick sitt nu gällande namn av George Bentham. Odontites hollianus ingår i släktet rödtoppor, och familjen snyltrotsväxter. Inga underarter finns listade i Catalogue of Life.